# Strahinjčica
Strahinjčica, Strahinjščica ili Strahinščica je planina u Hrvatskom zagorju.

## Zemljopis
Na zapadu se razdvaja od Kostelskog gorja, dolina rječice Krapinice, na sjeveru je okružuju rijeke Žutnica i Bednja, istočno je od Ivanščice dijele Očura, Veliki i Sutinski potok, a južno teče rijeka Krapina.

## Dimenzije
Duga je oko 8 km, široka do 3 km. Površine je oko 200 km². Najviši vrh (Sušec) nalazi se na srednjem grebenu s 847 m. Ostali poznatiji vrhovi su Sekola ili Sekolje (740 m) i Gorjak (685 m). Ogranci Strahinčice razgranati su u Krapinsko, Radobojsko i Mihovljansko humlje.

## Geologija
Planinska jezgra je mezozojska. Pokrivaju je oligocenske i miocenske naslage. Pojava tercijarnog vulkanizma manifestira se andezitom. O geodinamičkoj djelatnosti tercijara u području Strahinčice svjedoče vulkanske erupcije oko Strahinja i pojave termalnih voda (Sutinske Toplice). Karakteristične su i naslage sumpora, s bogatim paleontološkim nalazištima oko Radoboja.

## Flora
Strahinjščica je šumovita u višim dijelovima, dok su niži obrađeni. Obrasla šumom bukve, graba, jele, smreke, bora i dr.

## Promet
Prometnica Zagreb – Maribor prolazi zapadnim podnožjem.
Od Krapine do kamenoloma cesta je asfaltna, a nastavlja se oko 4,5 km šumske makadamske ceste do planinarske kuće.